# Villamanín
Villamanín es un municipio y villa española de la provincia de León, en la comunidad autónoma de Castilla y León. Está situado en la cabecera del río Bernesga. También posee una estación de ferrocarril en la línea que une León con Gijón, contando con servicios regionales que unen ambas ciudades. Cuenta con una población de 876 habitantes (INE 2024).

## Geografía
Integrado en la comarca de Los Argüellos, se sitúa a 47 kilómetros de la capital provincial. El término municipal está atravesado por la carretera nacional N-630, entre los pK 88 y 101, además de por carreteras locales que conectan con los municipios vecinos de Cármenes y Sena de Luna. El relieve es montañoso, al encontrarse en la cordillera Cantábrica, en uno de los pasos naturales de la Meseta Norte a Asturias a través del puerto de Pajares. La altitud oscila entre los 2182 metros metros al noreste (Brañacaballo), en el límite con el municipio de Cármenes, y los 1100 metros, a orillas del río Bernesga. Cuenta con numerosos picos que sobrepasan los 2000 metros, sin olvidar los que marcan el límite con el Principado de Asturias. Además del río Rodiezmo y del río Bernesga, numerosos arroyos recorren el territorio procedentes de las altas montañas, hay que destacar el río Casares, que represa sus aguas en el embalse de Casares. El pueblo se alza a 1133 metros sobre el nivel del mar. 
| Noroeste: Lena (Asturias)   | Norte: Lena (Asturias) y Aller (Asturias) | Noreste: Aller (Asturias) y Cármenes |
| Oeste: Sena de Luna         |                                           | Este: Cármenes                       |
| Suroeste: La Pola de Gordón | Sur: La Pola de Gordón                    | Sureste: Vegacervera                 |

## Localidades del municipio
El municipio de Villamanín está compuesto por las siguientes localidades:
- Arbas del Puerto
- Barrio de la Tercia
- Busdongo
- Camplongo de la Tercia
- Casares de Arbas
- Cubillas de Arbas
- Fontún de la Tercia
- Golpejar de la Tercia
- Millaro de la Tercia
- Pendilla de Arbas
- Poladura de la Tercia
- Rodiezmo de la Tercia
- San Martín de la Tercia
- Tonín de Arbas
- Velilla de la Tercia
- Ventosilla de la Tercia
- Viadangos de Arbas
- Villamanín de la Tercia
- Villanueva de la Tercia

## Demografía
Cuenta con una población de 876 habitantes (INE 2024).
| Gráfica de evolución demográfica de Villamanín entre 1842 y 2021 |
| |
| Población de derecho según los censos de población del INE Población de hecho según los censos de población del INE Entre el censo de 1981 y el anterior aparece este municipio porque cambia de nombre y desaparece el municipio de Rodiezmo |

## Símbolos

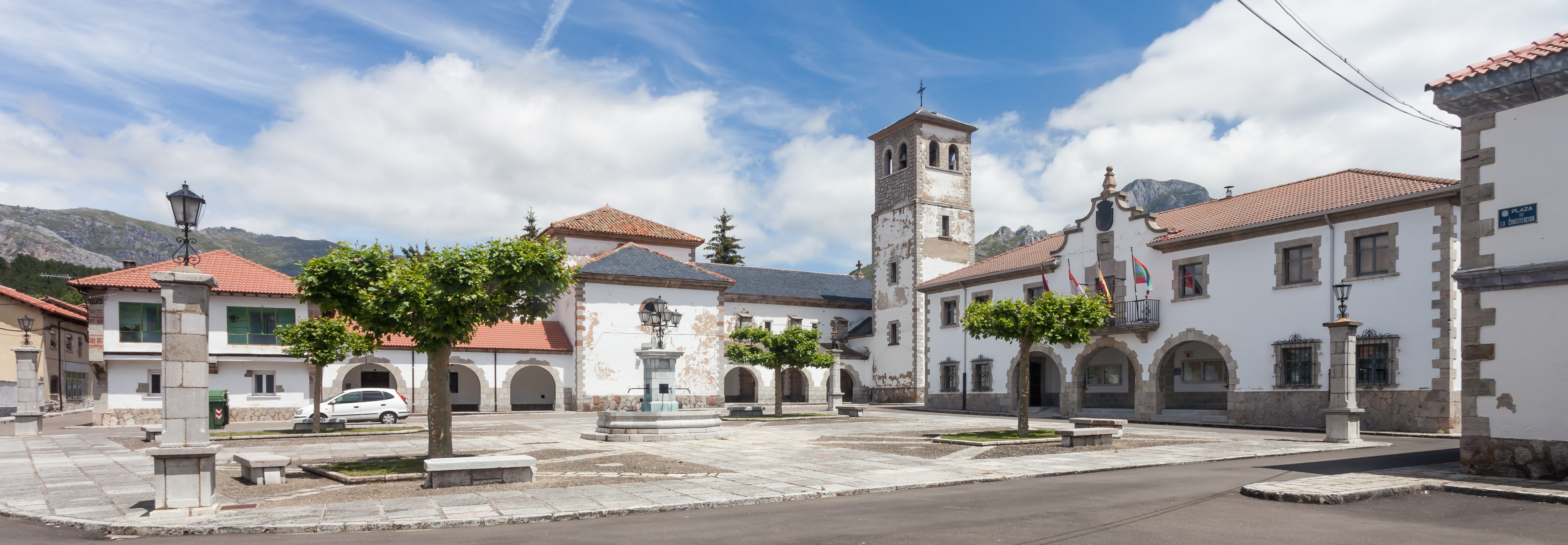
Plaza de la Constitución

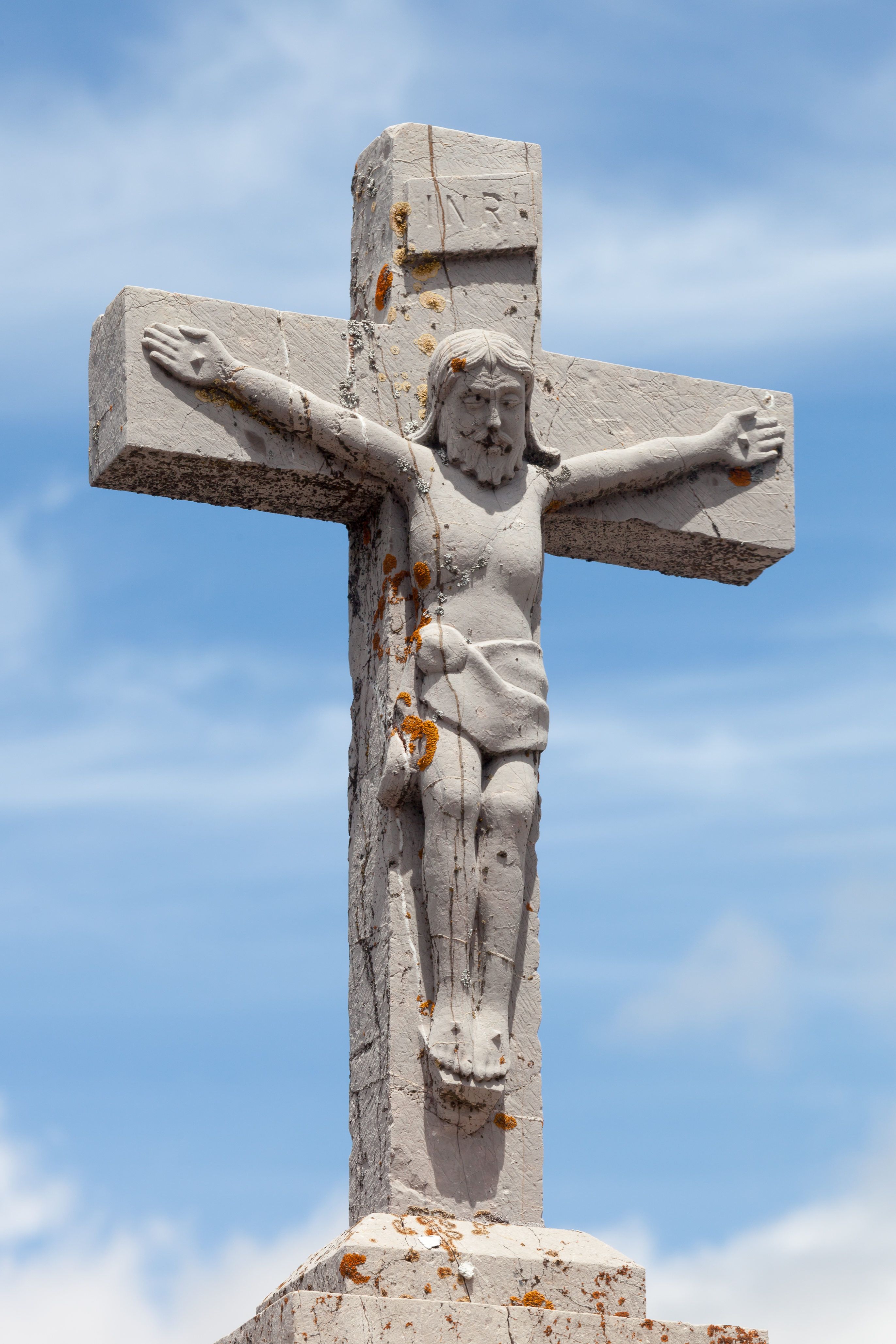
Crucero

La definición heráldica de su escudo reza: Escudo de gules, una colegiata de oro mazonada de sable y surmontada su nave de una testuz de toro y una cabeza de oso, ambas de oro, puestas en faja. Al timbre corona real cerrada. Cuenta la leyenda que un oso mató a uno de los bueyes de un carro de tiro que conducía un abad, este, quien transportaba piedra para la construcción de un hospital, sustituyó el buey por el oso.

## Economía
Las actividades económicas más importantes han sido la minería, el sector servicios y la ganadería. La estación de esquí asturiana de Valgrande-Pajares se encuentra a tan solo 14 km de distancia.

## Administración
Villamanín de la Tercia es la sede del Ayuntamiento desde mediados de los años 1970, habiendo anteriormente compartido, durante un corto período, esa situación con Rodiezmo, que históricamente siempre había tenido dicha consideración.